# Харель, Дан
Дан Харе́ль (также Харъэ́ль, Харэ́ль) (ивр. דן הראל‎; род. 17 февраля 1955, Хайфа, Израиль) — генерал-майор запаса Армии обороны Израиля; в последней армейской должности: заместитель Начальника Генштаба армии (с октября 2007 года по октябрь 2009 года).
Генеральный директор Министерства транспорта и безопасности на дорогах Израиля с января по октябрь 2011 года; генеральный директор Министерства обороны Израиля с августа 2013 года по май 2016 года.
Председатель Совета директоров компании «Израильские железные дороги» с февраля 2018 по февраль 2020 года.

## Биография
Дан Харель родился в 1955 году в районе Ахуза города Хайфа, Израиль, в семье Эли Хареля (Меюхаса), учителя в хайфской технологической школе «Босмат», выходца из известной раввинской сефардской семьи (Дан Харель представляет 16-е поколение этой семьи, проживающее в Палестине).
Мать Хареля, Шломит, работала воспитательницей в детском саду и инспектором в Министерстве образования.
Дан Харель был назван в честь своего дяди, погибшего в бою за Кфар-Даром во время израильской Войны за независимость.
Харель окончил учёбу в школе «Босмат». По окончании школы был членом ячейки движения «Ха-шомер ха-цаир» в кибуце Мецер.

### Военная карьера
В 1974 году Харель был призван на службу в Армии обороны Израиля и поступил на курсы лётчиков ВВС (ивр. קורס טיס‎), однако был исключён из курса за месяц до его окончания и перешёл на службу в артиллерийских войсках. Исполнял должности офицера управления огня батареи, командира батареи, а затем и заведующего оперативной частью (ивр. קמב"ץ‎) дивизиона «Решеф» артиллерийской бригады «Амуд ха-Эш». В дальнейшем служил также инструктором Школы артиллерии «Шивта» и заместителем командира дивизиона «Эяль».
Прошёл Первую ливанскую войну в должности командира дивизиона «Решеф», после чего исполнял инструкторские должности в Школе артиллерии «Шивта», а затем вышел в отпуск для обучения в Хайфском университете. В 1990 году возглавил резервную артиллерийскую бригаду, командуя при этом силами артиллерийской поддержки на израильско-ливанской границе, а в 1991 году был назначен командиром артиллерийской бригады «Голан».
В 1993 году Харель возглавил Оперативный департамент в Оперативном управлении Генштаба армии, а в ноябре 1995 года был повышен в звании до бригадного генерала и назначен на должность Главного офицера артиллерийских войск (ивр. קתמ"ר‎). В 1996 году проводил на данном посту внутреннее армейское расследование артиллерийского обстрела в ливанской деревне Кана, повлекшего значительные человеческие жертвы. В ходе посещения войск в районе палестинского города Тулькарм во время беспорядков на Западном берегу реки Иордан в сентябре 1996 года был ранен в бедро из огнестрельного оружия.
В 1998 году был назначен Военным секретарём министра обороны, исполнял эту должность при министрах Ицхаке Мордехае, Моше Аренсе и Эхуде Бараке. В 2000 году возглавил резервную бронетанковую дивизию «Ха-Мапац».

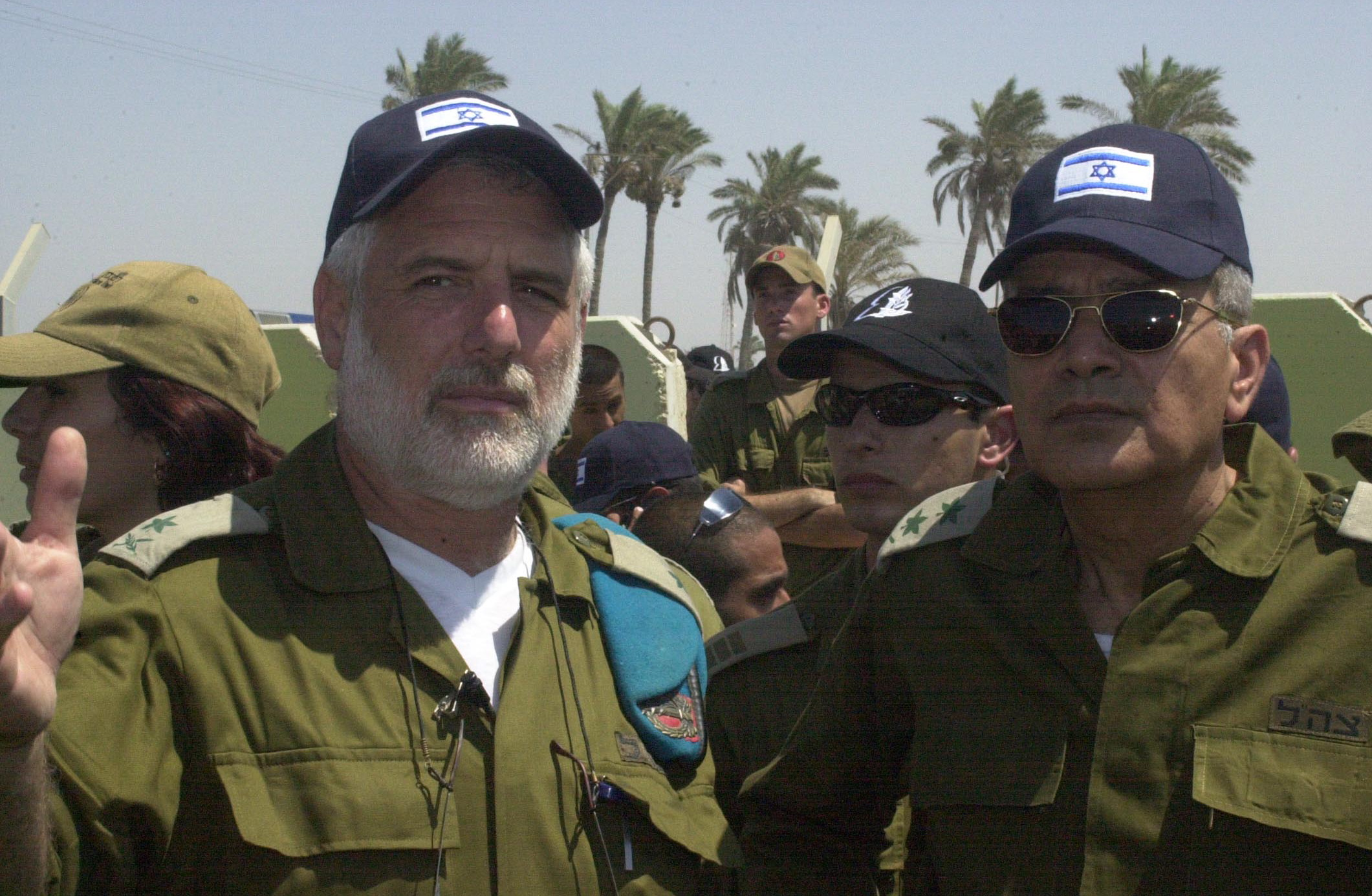
Дан Харель (слева) с Начальником Генштаба Даном Халуцом в ходе исполнения «Плана одностороннего размежевания», 2005

26 января 2001 года Харелю было присвоено звание генерал-майора (алуф), и он вступил на пост главы Оперативного управления Генштаба. В этой должности управлял выработкой тактики борьбы с палестинским террором в условиях, возникших в ходе Интифады Аль-Аксы.
В июле 2003 года Харель был назначен Командующим Южным военным округом армии, сменив на посту генерал-майора Дорона Альмога и став таким образом первым в истории Армии обороны Израиля офицером-артиллеристом, назначенным Командующим округом. В этой должности руководил исполнением «Плана одностороннего размежевания» в секторе Газа, включавшего вывод израильских войск из сектора Газа и эвакуацию находившихся там израильских поселений. Вследствие успешного и отлаженного исполнения поставленных перед округом задач Харель был назван «Человеком года» израильской газетой «Маарив».
В январе 2006 года был назначен военным атташе Израиля в США, а 1 октября 2007 года вступил в должность заместителя Начальника Генштаба армии, сменив генерал-майора Моше Каплински. На этом посту занимался вопросами реорганизации армии вследствие Второй ливанской войны и принимал активное участие в подготовке и разборе последствий операции «Литой свинец» в секторе Газа. Исполнял эту должность до октября 2009 года, вскоре после чего вышел в запас из армии.

### Гражданская карьера
16 января 2011 года Харель вступил на пост генерального директора Министерства транспорта и безопасности на дорогах Израиля, исполнял эту должность до октября того же года. Несмотря на обоснование выхода в отставку соображениями личного характера, в прессе фигурировала информация о том, что выходу в отставку предшествовал конфликт между Харелем и министром транспорта Исраэлем Кацом.
1 августа 2013 года был назначен генеральным директором Министерства обороны, сменив на посту генерал-майора запаса Эхуда Шани. 26 мая 2016 года был сменён на посту генерал-майором запаса Уди (Эхудом) Адамом.
В феврале 2017 года был назначен председателем совета директоров государственной компании «Нетивей Аялон», а в феврале 2018 года распоряжением министра транспорта Исраэля Каца был назначен на должность председателя совета директоров государственной компании «Израильские железные дороги». 4 февраля 2020 года уволился с этого поста по причине принципиального несогласия с руководством компании относительно предложения Хареля сменить генерального подрядчика компании в крупном проекте электрификации железных дорог после того, как предложение Хареля не нашло поддержки и в профильных министерствах, курирующих деятельность компании.
В январе 2021 Харель представил свою кандидатуру в кнессет в рамках списка кандидатов от партии «Ха-Исраэлим» («Израильтяне»), образованной мэром Тель-Авива Роном Хульдаи накануне парламентских выборов в кнессет 24-го созыва, однако в феврале 2021 года партия заявила о своём решении отказаться от участия в выборах.
Действует в качестве арбитра и медиатора в Центре разрешения споров и медиации в сфере строительства и инфраструктурных проектов. Также является членом правления и председателем комиссии по правительственным связям некоммерческого партнёрства Bshvil («Бишвиль ха-махар»), занимающегося поддержкой служащих Армии обороны Израиля, страдающих от посттравматического стрессового расстройства.

## Образование и личная жизнь
За время военной службы Харель получил степень бакалавра Хайфского университета (в области политологии). Также окончил армейский курс командиров бригад и продвинутый курс для офицеров артиллерии в Армии США.
Женат на Ирис Харель, отец троих детей (две дочери и сын).

## Публикации
- Dan Harel, Assymetrical Warfare in the Gaza Strip: A Test Case (Дан Харель, «Асимметричная война в секторе Газа: контрольный пример»), Military and Strategic Affairs, Volume 4, No. 1 (April 2012) (Архивная копия от 15 октября 2022 на Wayback Machine) (англ.) (также оригинал на иврите (Архивная копия от 17 мая 2021 на Wayback Machine))